# HD 152234
HD 152234，又名CD-4111024，SAO 227377、HR 6260，是一颗恒星，视星等为5.45，位于銀經343.46，銀緯1.22，其B1900.0坐标为赤經16h 47m 0.7s，赤緯-41° 1.22′ 24″。